# Scutellaria ramozanica
Scutellaria ramozanica là một loài thực vật có hoa trong họ Hoa môi. Loài này được Parsa miêu tả khoa học đầu tiên năm 1948.